# Eliaquim
Eliaquim (hebreu: אֶלְיָקִים‎) és un moshav al nord d' Israel. Situat a Menashe Heights, està sota la jurisdicció del Consell Regional de Megiddo. El 2022 tenia una població de 969 habitants.

## Història
El poble va ser establert el 1949 com a moshav pels refugiats jueus del Iemen a les terres del poble palestí despoblat d'Umm az-Zinat, i va rebre el nom de Jehoiakim (que originalment es deia Eliakim), un rei de Judà (2 Reis 23:34). El 1970 es va convertir en un assentament comunal, però va tornar a ser un moshav el 2008.

## Arqueologia
Una gran cova funerària va ser descoberta a Eliakim, amb una inscripció mal executada a sobre de la seva entrada, utilitzant l'escriptura samaritana, que diu "El'azar fill d'Azaries". La cova alberga tres abeuradors i un loculus.